# 佐々木柚香
佐々木 柚香（ささき ゆか、1996年〈平成8年〉9月3日 - ）は、日本のバーレスクダンサー、アイドルであり、女性アイドルグループ・SKE48の元メンバー（第6期研究生）である。神奈川県横浜市出身。愛称は「ゆっぴ～」。

## 略歴

### SKE48時代
中学3年の時、雑誌「ラブベリー」に登場していた松井珠理奈に興味を持ち、SKE48の第6期生オーディションに応募する。2012年10月に合格し、2013年1月1日のSKE48劇場元日公演で第6期研究生候補のうちの一人として初お披露目。同年2月28日、SKE48研究生「会いたかった」公演に登場し、「手をつなぎながら」「1!2!3!4! ヨロシク!」を歌唱。これがSKE48メンバーとしての公式な劇場デビューとなった。
2013年4月14日、『SKE48 春コン 2013「変わらないこと。ずっと仲間なこと」』の日本ガイシホール公演で“組閣”が発表されたが、各チームの正規メンバーには選ばれず。更に2014年2月24日の『AKB48グループ大組閣祭り』でも組閣が発表されたが、どのチームにも昇格することはなかった。
2015年2月4日、SKE48劇場で行われた『アップカミング公演～冬～』に於いて卒業を発表し、同月28日をもってSKE48としての活動を終了した。

### SKE48卒業後
SKE卒業後の2015年4月からは山野美容芸術短期大学に2年間通学。卒業後はエステティシャンとして就職したが、もう一度タレントとして再起にかけたい思いが募り『ミスiD2019』に応募。ファイナリストまで進んだが、グランプリ他各賞への受賞はならなかった。
2020年3月、同じSKE48の第6期研究生だった空美夕日と共に「Secret Lady」（シークレットレディ）というユニットを結成するも、コロナ禍の影響等が重なりわずか2か月で解散。その後同年12月、秋葉原に本店を置くライブ&カフェバー「アマステージ」が手掛ける『iDoRe：project』（アイドリプロジェクト）に参加。同月12日オープンの「iDoRe:渋谷店」に勤務しながら店内でのパフォーマンス活動を行っている。2023年9月からは、バーレスク東京で「ゆか」として活動。

## 人物
- キャッチフレーズは「横浜代表!ふわふわ天使の笑顔を届ける、ゆっぴ～こと佐々木柚香です。」[3]。
- マッサージと着物の着付けが得意[1]。
- オーディション合格後に親の反対を受けたものの、母と共に名古屋へ移住する形でSKE48メンバーとしての活動を開始した[1]。
- ミスiDの実行委員長である小林司は「最終面接でまさかの爆弾を落とし、180度印象を変えられた“愛すべきポンコツキャラ”である」と評している[2]。
- 元チームKIIメンバーの松本梨奈と誕生日が同じ9月3日である。

## SKE48での参加曲

### シングル選抜曲
SKE48名義
- 「美しい稲妻」に収録
  - 夕立の前 - 「研究生」名義

### 劇場公演ユニット曲
SKE48 研究生公演「制服の芽」
- 思い出以上[3]

## 出演

### ラジオ番組
- よーいちのトリプルエックス（富山シティエフエム） - 第2金曜日「ゆっぴ～のsecret party♡」担当（2021年2月12日 - ）[10]

### Web動画
- ヴァンゆんチャンネル「LOVE or MONEY」（2021年1月）

### イベント
- 横浜密着バラエティ「浜の達人DX」（2019年5月16日） - ポニカロードと共演[11]